# Geschützter Landschaftsbestandteil Feldhecken Lüling

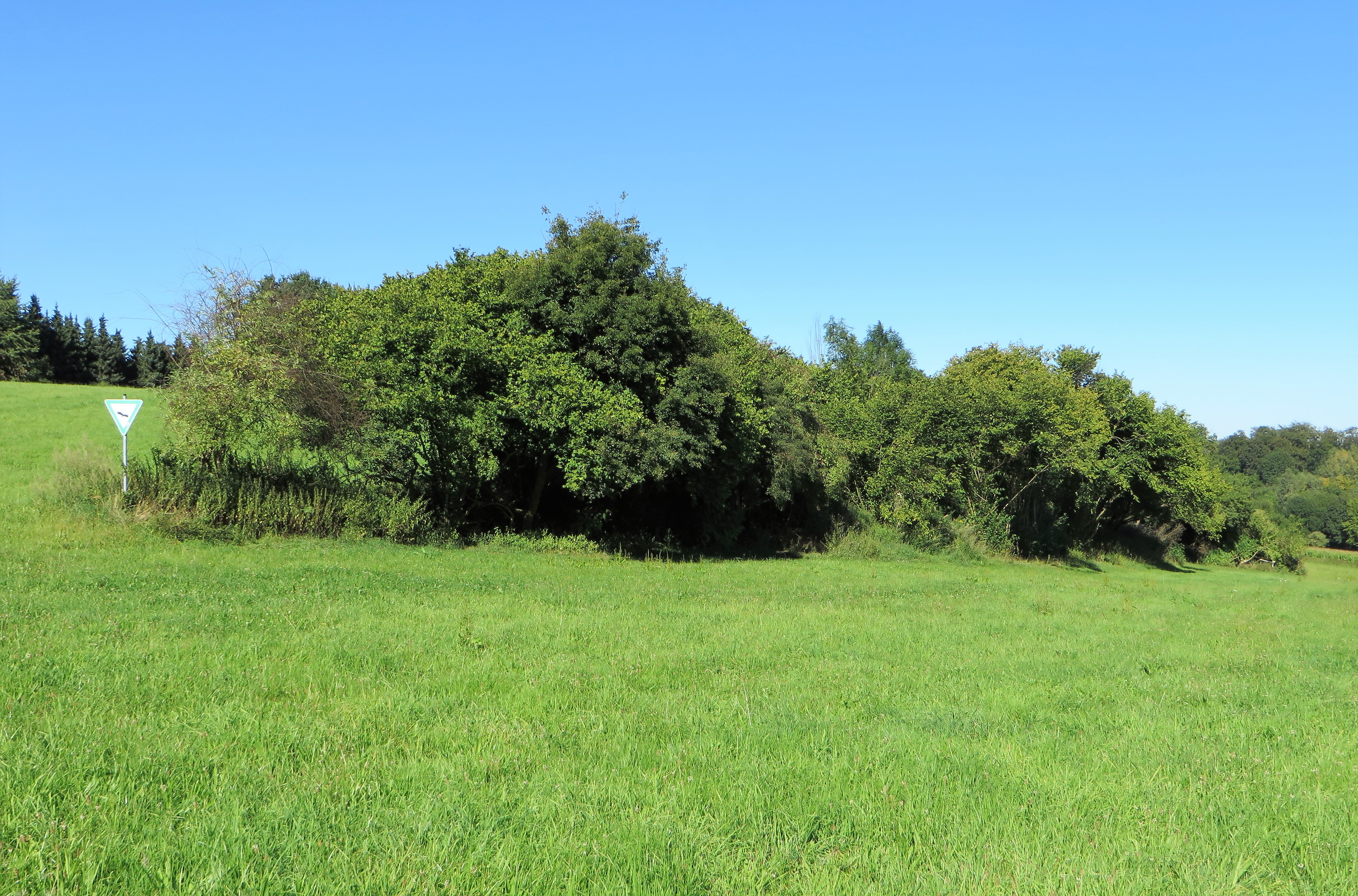
Geschützter Landschaftsbestandteil Feldhecken Lüling

Der Geschützte Landschaftsbestandteil Feldhecken Lüling mit einer Flächengröße von 0,35 ha liegt auf dem Gebiet der kreisfreien Stadt Hagen in Nordrhein-Westfalen. Der LB wurde 1994 mit dem Landschaftsplan der Stadt Hagen vom Stadtrat von Hagen ausgewiesen.

## Beschreibung
Beschreibung im Landschaftsplan: „Der Landschaftsbestandteil liegt südlich der Straße Zur Hünenpforte nahe bei Haßley. Es handelt sich um zwei Feldhecken mit artenreichem Strauch- und Baumbestand.“

## Schutzzweck
Laut Landschaftsplan erfolgte die Ausweisung „zur Sicherung der Leistungsfähigkeit des Naturhaushalts durch Erhalt von Gehölzstrukturen in landwirtschaftlichen Nutzflächen als Nahrungs-, Rückzugs-, Brut- und Nistbiotop, insbesondere für Vögel, Kleinsäuger und Insekten und zur Belebung, Gliederung und Pflege des Landschaftsbildes durch Sicherung von prägenden Gehölzstrukturen.“